# Îles Vostotchnye
Les îles Vostotchnye, en russe Острова Восточные (latinisé Ostrova Vostyochnyye soit « îles de l’est »), sont un ensemble d'îles de l’archipel Nordenskiöld.

## Géographie

Les îles Vostotchnye en orange.

### Îles du groupe
Les îles composant le groupe sont :
- île Tyrtov, l'île la plus longue du groupe ;
- île Lovtsov ;
- île Jeleznakov ;
- îles Dejnev, un petit groupe d'îles ;
- île Matros, île rocheuse de 54 mètres de haut ;
- île Salome ;
- île Kamenisty ;
- île de Leskinen ;
- île Volna ;
- îles Evgueni Fiodorov, deux îles relativement grandes ;
- île Nord, nomme d'après le navire Nord de l'Administration hydrographique russe[1] ;
- île Bianki ;
- île Dalni ;

### Îles adjacentes
Proche du groupe se trouvent des îles relativement isolées, il s'agit :
- des îles Kolomeïtsev (острова Коломейцева ; Ostrova Kolomeytseva) ;
- des îles Pakhtoussov ;
- et de l’île Priemny, l'île la plus à l'est de l'archipel.